# Bart van Roijen
Bartolomeus (Bart) van Roijen (Diemen, 4 augustus 1965) is een Nederlands geestelijke en een bisschop van de Rooms-Katholieke Kerk, werkzaam in Canada.
Van Roijen emigreerde naar Canada toen hij acht jaar was. Hij behaalde in 1986 een bachelor in filosofie aan de universiteit van Saskatchewan en in 1989 een master in theologie aan St. Peter's Seminary in London (Ontario).
Van Roijen werd op 25 april 1997 priester gewijd. Vervolgens was hij werkzaam in diverse pastorale functies. In 2017 werd hij benoemd tot vicaris-generaal van het bisdom Nelson in de provincie Brits-Columbia.
Op 7 oktober 2019 werd Van Roijen benoemd tot bisschop van het bisdom Corner Brook and Labrador. Zijn bisschopswijding vond plaats op 12 december 2019.